# Мухаммад Кутб-шах
Мухаммад Кутб-шах (1582-1626) — султан Голконди у 1611-1625 роках.

## Життєпис
Походив з династії Кутб-шахів. Другий син Мухаммеда Аміна, брата султана Мухаммада Кулі Кутб-шах. У 1607 році, у віці 25 років втратив батька, після чого його всиновив стрийко, оголосивши своїм спадкоємцем. а також одруживши на власній доньці Хайрат-Бахши-бегум. 
У 1611 році після смерті тестя успадкував трон. У 1617 році наказав розпочати будівництво величної мечеті Мекка (була завершена лише за часів Великих Моголів). Протягом 1611-1617 років було створено першу «Історію Кутб-шахів».
З огляду на посилення влади імперії Великих Моголів в північній та центральній Індії, султан Голконди уклав військово-політичний союз з Аббасом I, шахом Персії. також було укладено союз з Біджапурським султанатом, зміцнений шлюбом доньки Мухаммад Кутб-шаха — Хадіджи-Султан з спадкоємцем трону Мухаммад Аділ-шахом.